# Hesperolinon
Hesperolinon là một chi thực vật có hoa trong họ Linaceae.

## Hình ảnh

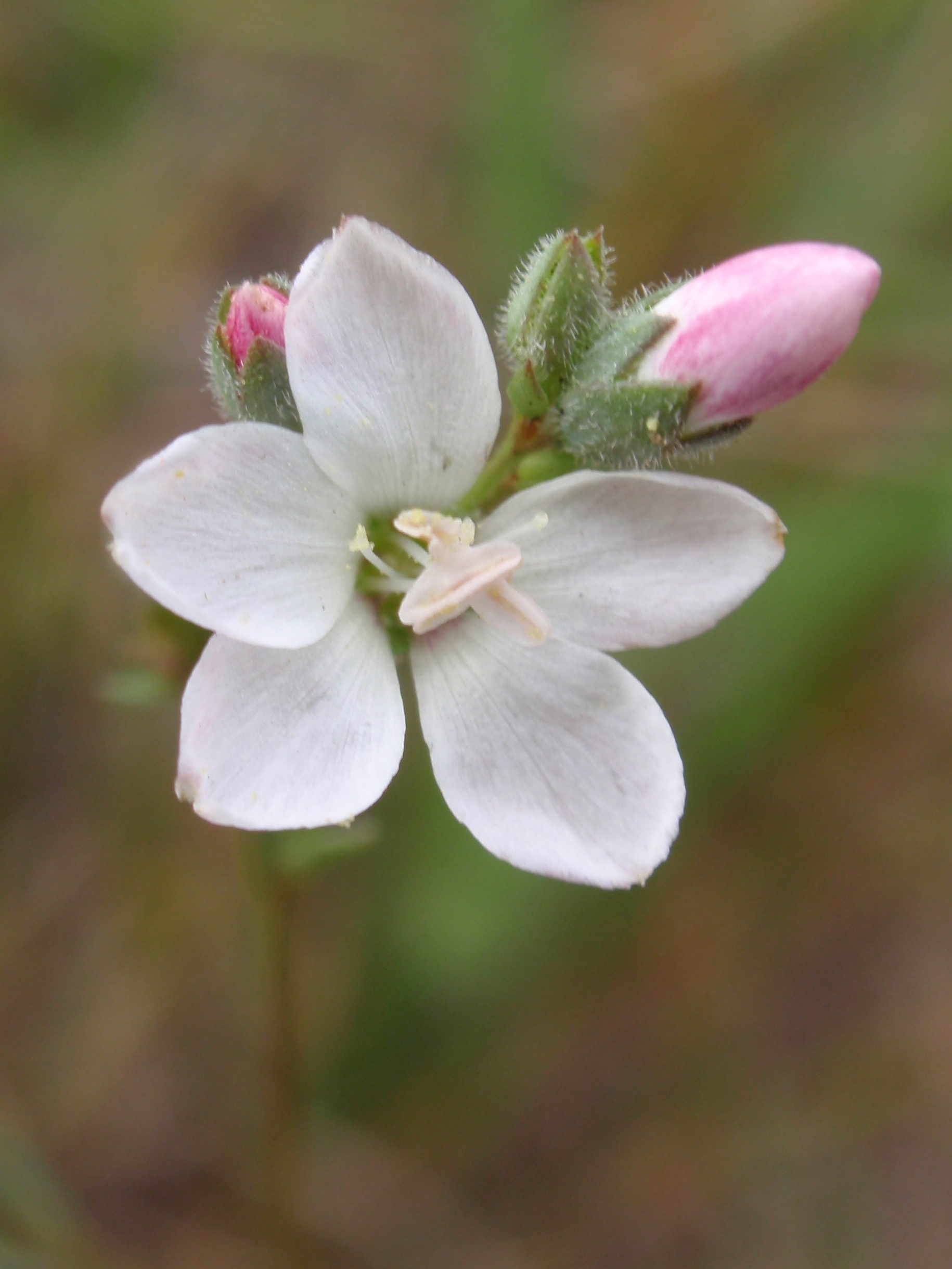

## Loài
Chi Hesperolinon gồm các loài: